# Боровая (приток Десны)
Боровая (укр. Борова) — река, впадающая в озеро Старая Десна, что по правый берег Десны, протекающий по Черниговскому району (Черниговская область, Украина); один из многочисленных рукавов Десны, образованный вследствие русловых процессов: русловая многорукавность.

## География
Длина — 8 км. 
Русло сильно-извилистое с крутыми поворотами (меандрированное), шириной 25 м и глубиной 2 м. Долина реки сливается с долиной Десны. На протяжении всей длины связывается постоянными и временными водотоками с множеством озёр. У истоков река пересыхает. 
Река берёт начало ответвляясь от основного русла Десны восточнее села Ладинка (Черниговский район). Река течёт на юго-запад. Впадает в озеро Старая Десна — бывшее русло Десны восточнее села Смолин (Черниговский район). В среднем течении вытекает река Гулак, которая впадает в реку Рудка (правый приток Десны).
Пойма занята заболоченными участками с лугами и кустарниками, почти весь левый берег — лесами (лесополосами).
Нет крупных приток. На берегу реки нет населённых пунктов.